# Gökhan Gönül
Gökhan Gönül (* 4. Januar 1985 in Bafra, Provinz Samsun, Türkei) ist ein türkischer Fußballspieler. Er steht seit Juli 2021 beim Çaykur Rizespor unter Vertrag.

## Karriere
Der Rechtsverteidiger Gönül ist bekannt für seine gefährlichen Flankenläufe „als aufrückender Außenverteidiger“ mit „präzisen Flanken“, die es ihm ermöglichen mit „mutigen Vorstößen über die Flügel“ die Offensive anzutreiben, womit er zeigt, „dass er mehr kann als nur zu verteidigen“.
Die Fußball-Legende Zico verglich ihn mit dem brasilianischen Nationalspieler Cafu.

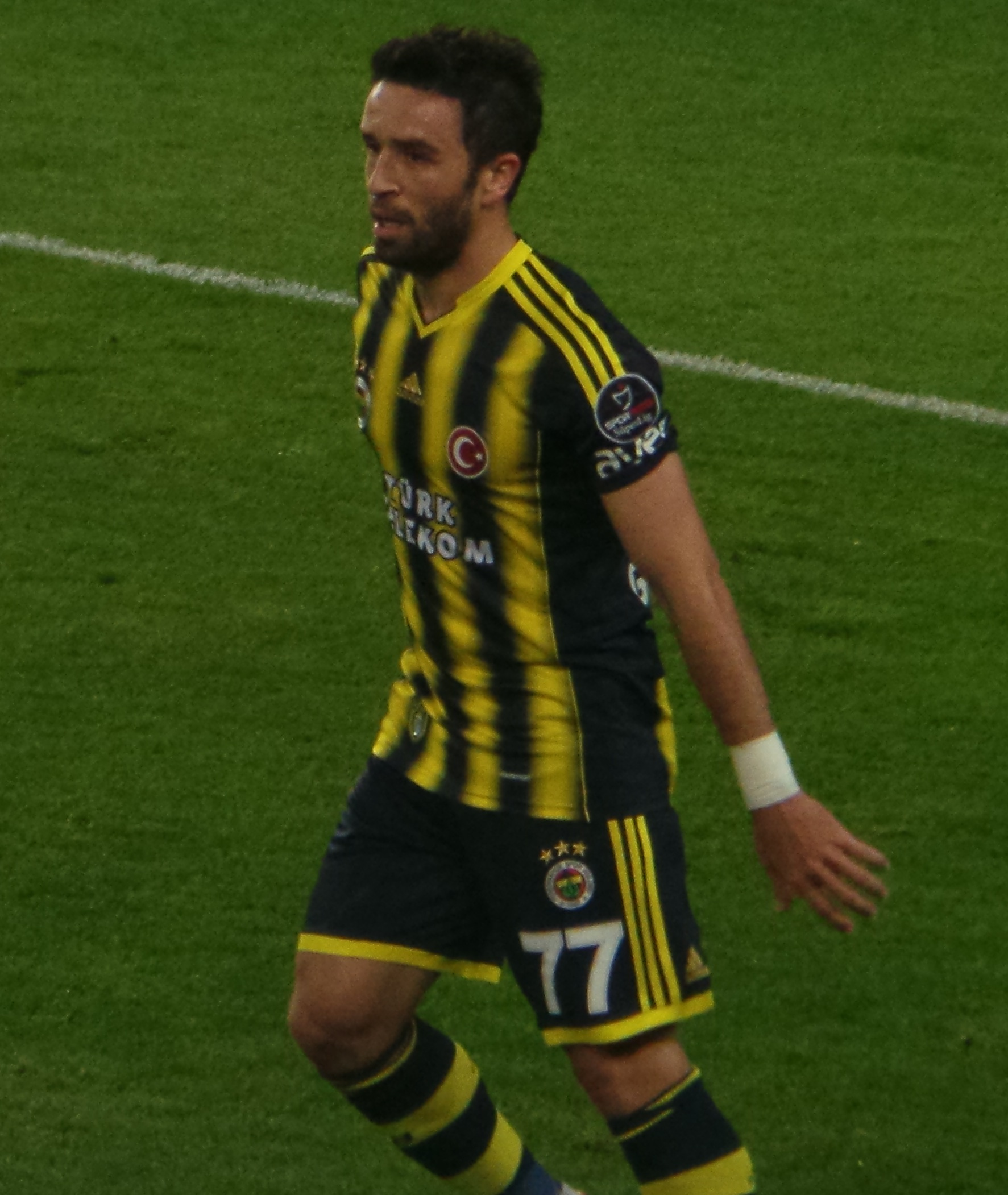
Gökhan Gönül im Fenerbahçe-Dress (2014)

### Verein
Gönüls Profi-Karriere begann bei Gençlerbirliği Ankara im Jahr 2002. Zur Saison 2003/04 schob Gençlerbirliği Ankara den Verteidiger leihweise zum Partnerverein Gençlerbirliği ASAŞ bzw. OFTAŞ ab. Dort war er von der 3. Liga bis zum Aufstieg in die Süper Lig Stammspieler. Zur Saison 2007/08 verpflichtete Fenerbahçe Istanbul ihn für eine Ablösesumme in Höhe von 1,4 Millionen Euro. Der Transfer fand zwischen Fenerbahçe und Gençlerbirliği Ankara statt. Dort unterschrieb er einen Vierjahresvertrag.
Am 2. Oktober 2007 absolvierte Gökhan Gönül gegen ZSKA Moskau sein erstes Champions-League-Spiel und somit auch sein Europapokal-Debüt, als er in der 77. Minute für Diego Lugano eingewechselt wurde. Am Ende seiner ersten Saison beim türkischen Traditionsklub verpasste er mit Fenerbahçe die türkische Meisterschaft. Dennoch begnügte man sich mit dem türkischen Supercupsieg 2007 vor Beginn der Saison und er avancierte in der laufenden Saison zu den Schlüsselspielern der Mannschaft und erreichten im März 2008 den Viertelfinaleinzug der Champions League. Somit trug er als Stammspieler den bisher größten Erfolg in der UEFA Champions League der Fenerbahçe-Historie bei. Seinen Vertrag bei Fenerbahçe verlängerte er zur Saison 2009/10 vorzeitig bis zum 31. Mai 2014 und es beinhaltet eine festgeschriebene Ablösesumme von 15 Millionen Euro. Gökhan Gönül verlängerte erneut vorzeitig seinen Vertrag im Juni 2012, um weitere zwei Jahre bis Mai 2016 und plante bis zu seinem Karriereende bei den Gelb-Dunkelblauen zu spielen.
Zur Spielzeit 2016/17 wechselte der 31-jährige Rechtsverteidiger ablösefrei zu Beşiktaş Istanbul und unterzeichnete dort einen Vierjahresvertrag. Er bestritt in vier Spielzeiten für die Schwarz-Weißen 142 Pflichtspiele, aus Liga-, Pokal- und Europapokalspielen, und erzielte neun Tore. Er erreichte mit der Mannschaft u. a. den Gewinn der Liga, das Viertelfinale der UEFA Europa League und das Achtelfinale der UEFA Champions League, jedoch schied man gegen jeweils Olympique Lyon im Elfmeterschießen und dem FC Bayern München mit insgesamt 8:1 Toren aus den beiden Turnieren aus.
Nach dem Vertragsende bei Beşiktaş kehrte Gönül im August 2020 zur Saison 2020/21 zu seinem vorherigen Verein Fenerbahçe Istanbul zurück. Er unterschrieb einen für eine Saison gültigen Vertrag. Mit dem Verein konnte er keinen Titel gewinnen und in der Liga hat man hinter Beşiktaş und Galatasaray die Meisterschaft als Dritter beendet. Ende Mai 2021 ist sein Vertrag ausgelaufen und er wechselte mit 36 Jahren im Juli 2021 in seine türkische Geburtsregion der Schwarzmeerregion zum türkischen Erstligisten Çaykur Rizespor.

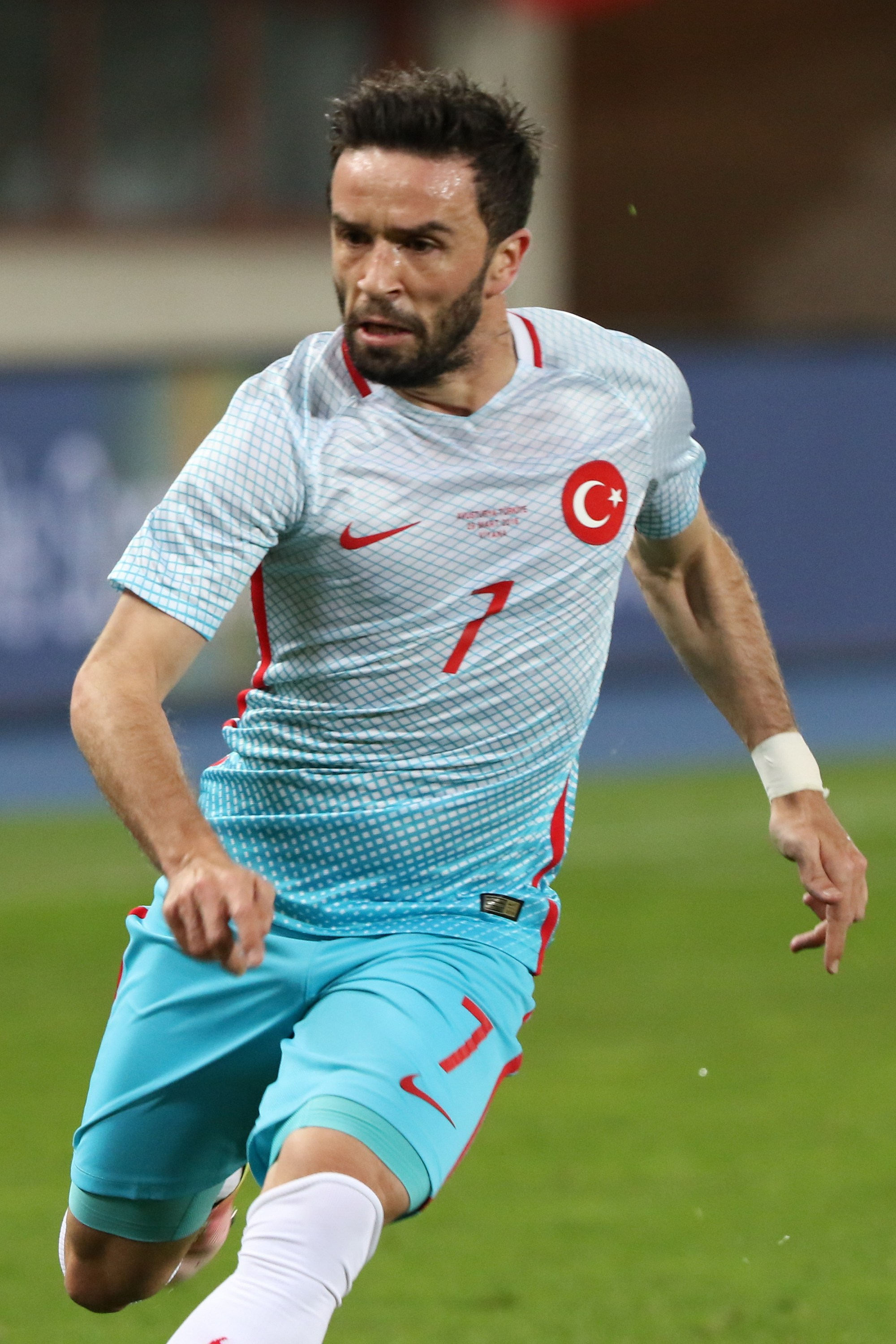
Gökhan Gönül im Einsatz für die türkische Nationalmannschaft (2016)

### Nationalmannschaft
Gökhan Gönül wurde für die letzten beiden Qualifikationsspiele zur Europameisterschaft 2008 in die türkische Nationalmannschaft berufen. In seinem Debüt für die Türkei am 17. November 2007 gab er die Torvorlage für das Siegtor gegen Norwegen. Aufgrund eines Mittelfußbruchs war eine Teilnahme an der UEFA Euro 2008 bereits im Vorfeld zweifelhaft. Die Nominierung zum vorläufigen EM-Kader musste daher im Laufe der Vorbereitungsphase wieder aufgehoben werden.
Am 29. März 2011 im Şükrü-Saracoğlu-Stadion schoss Gökhan Gönül sein erstes Länderspieltor im Qualifikationsspiel zur Europameisterschaft 2012 gegen Österreich zum 2:0-Endstand. Bei der Fußball-Europameisterschaft 2016 in Frankreich wurde er in das türkische Aufgebot aufgenommen. Er gehörte zur Stammmannschaft und spielte alle drei Partien der Gruppenphase über die volle Spielzeit. Am Ende war das Team einer der beiden schlechtesten Gruppendritten und schied aus. Sein bisher letztes Länderspiel bestritt er im März 2019 beim 2:0-Auswärtssieg gegen Albanien in der Qualifikation zur Europameisterschaft 2021.

## Erfolge und Auszeichnungen

### Vereine
- Gençlerbirliği ASAŞ bzw. Gençlerbirliği OFTAŞ
  - Aufstieg in die 2. Lig B Kategorisi und Gruppensieger der Türkiye 3. Futbol Ligi: 2004
  - Aufstieg in die Lig A und Vizemeister der 2. Lig B Kategorisi (Aufstiegsrunde): 2006
  - Aufstieg in die Süper Lig und Meister der Lig A: 2007

- Fenerbahçe Istanbul
  - 3 × Türkischer Supercup-Sieger: 2007 (ohne Einsatz), 2009, 2014
  - 2 × Türkischer Meister: 2011, 2014
  - 2 × Türkischer Pokalsieger: 2012, 2013

- Beşiktaş Istanbul
  - 1 × Türkischer Meister: 2017

### Persönliche Ehrungen
- Gewählt in das Team der Saison (Süper Lig) vom TSYD: 2014/15[21]
- 2 × Gewählt zum Spieler der Woche der UEFA Europa League: 3. Spieltag der Gruppenphase (2015/16), 6. Spieltag der Gruppenphase (2015/16)[22]
- 2 × Gewählt in das Team der Woche der UEFA Europa League: 3. Spieltag der Gruppenphase (2015/16),[23] Komplette Gruppenphase (2015/16)[24]
- Gewählt in die Super11 der Süper-Lig-Saison von der TFF / beIN Sports: 2018/19 als Defensivspieler[25]